# الشقيقان (فلم)
الشقيقان فيلم مصري إنتاج سنة 1965.

## قصة الفيلم
رغما من عنوان الفيلم فقصته قصة أخوين غير شقيقين تدور حول عبد السميع متزوج من امرأته العاقر عزيزة منذ 15 عام و لم تلد له مولود، يتعرف على أرملة شابة جميلة يساعدها في مسألة ويتفقان على الزواج، بعد زواجهما يرزق بولد ويقنع بزيارة زوجه السابقة ثم يتفاجأ بحملها، فيتهمها بالكذب، ويطلقها وتلد له ولدا وتقوم الزوجة القديمة بتربية ابنها، ويعيش عبد السميع مع زوجته، تمر السنوات ويلتحق كلا من الأخوين فتحي ومظلوم بنفس الجامعة والكلية، دون أن يعرف كل منهما حقيقة الآخر، يبدو التباين والخصومة بين الاثنين، كما يقعان في حب نفس الفتاة ألفت التي تميل إلى الابن الفقير مظلوم، يتنافسان في لعبة الملاكمة، يهزم مظلوم في أول لقاء وتتشنج الأمور بين ألفت ومظلوم فيذهب لبيتها بقصد الاعتذار لها فيتفاجأ بانها خطبت لخصمه وعدوه واخيه الحقيقي فتحي، تعرف عزيزة أن فتحي هو ابن زوجها السابق، تخبرها ألفت عن طريق الصدفة أنهما في هذا الوقت نفسه يخوضان ثاني لنزال ملاكمة وأن فتحي ينوي شرا بمظلوم أثناء المباراة، كى يخلو الجو، تسرع عزيزة مع الفت إلى النزال وتخبر زوجها السابق بالأمر كي يتدخل لمنع الكارثة، ويوتقف الصراع الدامي بين الاثنين بعد أن أخبرتهم عزيزة بالقصة فيسرع مظلوم خارج الحلبة ويتبعه فتحي ويهرب فتحي بمظلوم ويبشره بالتعويض ويتسائل مظلوم بشأن ألفت، تتحول الأمور، ويعيد عبد السميع عزيزة إلى عصمته، ويتنافس الأخوان مجددا لكن هذه المرة كل يريد العروس لأخيه فيلعبان الملاكمة داخل حفلة العرس وبالطبع المهزوم يفوز بالعروس ويزف مظلوم إلى حبيبته بمباركة من أخيه.

## طاقم العمل
حسن يوسف (مظلوم عبد السميع) أحمد رمزي (فتحي عبد السميع) عزيزة حلمي (عزيزة) عماد حمدي (عبد السميع) زهرة العلا (الفت) 
شويكار (عليه)أحمد الجزيري (دهشان) محمد شوقي الضيف أحمد جورج سيدهم (جورج) 
سمير غانم سهير زكي (الراقصة) عبد الخالق صالح (والد الفت) 
محمود إسماعيل (سيناريو وحوار) مصطفى كامل حسن (مؤلف) حسن الصيفي (مخرج ) نادر جلال (مخرج مساعد)